# Setembrizada

Relação dos presos na fragata Amazona (26 de setembro de 1810)

A Setembrizada foi um episódio da história de Portugal. Refere-se à prisão e subsequente deportação de um grupo de personalidades, em boa parte ligadas à Maçonaria, jacobinos e adeptos conhecidos dos ideais da Revolução Francesa, acusadas de colaboracionismo com as forças de ocupação da Primeira Invasão Francesa.
Este acto surge através de portaria de 6 de setembro de 1810. A maioria das detenções realizou-se entre 10 e 13 de setembro, de onde surge a designação de setembrizada, e ocorreu como reação à entrada no país das forças da Segunda Invasão Francesa, sob o comando do general Nicolas Jean de Dieu Soult.
Recolhidos ao Forte de São Julião da Barra, a maior parte dos presos foi embarcada na fragata Amazona e enviada, sob escolta britânica, para a ilha Terceira, nos Açores. Entre os detidos encontravam-se intelectuais que muito contribuíram para a implantação do liberalismo no país, entre os quais Domingos Vandelli, Manuel Ferreira Gordo, José Sebastião de Saldanha, Jácome Ratton e Vicente José Ferreira Cardoso da Costa.
Causou alvoroço na população da cidade de Angra a chegada da "Amazona" a 26 de setembro e, pouco depois, sobressalto, quando correu célere a notícia de que os porões da mesma vinham pejados de deportados acusados de "Jacobinos, Maçónicos e Herejes", que tramavam a destruição da Santa Religião e do Reino.
No dia seguinte (27), tomadas as necessárias precauções, foram desembarcados os presos e levados, sob escolta, para as masmorras do Fortaleza de São João Baptista da Ilha Terceira, do Aljube e do Convento de São Francisco, ficando incomunicáveis e debaixo da vigilância da tropa, como convinha para a boa segurança de presos de tal índole.
Os detidos aqui permaneceriam exilados durante alguns anos, constituindo o núcleo dos "deportados da Amazona", que se revelaria instrumental na instauração do regime liberal no arquipélago e nos acontecimentos subsequentes que levaram a Terceira a constituir-se num dos baluartes da luta contra as forças de Miguel I de Portugal. Alguns vieram a falecer no cativeiro, entre os quais D. Pedro de Almeida Portugal e Cândido José Xavier Dias da Silva.
Em 1814, em sinal de regozijo pela queda de Napoleão Bonaparte, o Príncipe-regente D. João concedeu ampla anistia a todos os prisioneiros políticos no Reino, notícia que apenas chegou a Angra em 1815. Apenas alguns dos presos, entretanto foram autorizados a retornar ao reino.